# (3416) Dorrit
(3416) Dorrit (1931 VP) – planetoida z grupy przecinających orbitę Marsa okrążająca Słońce w ciągu 2,66 lat w średniej odległości 1,92 j.a. Odkrył ją Karl Wilhelm Reinmuth 8 listopada 1931 roku.